# Телжево
Те́лжево — деревня в Селивановском сельском поселении Волховского района Ленинградской области.

## История
На карте Санкт-Петербургской губернии Ф. Ф. Шуберта 1834 года упоминается деревня Телжева, состоящая из 20 крестьянских дворов.

ТЕЛЖЕВО — деревня принадлежит коллежскому советнику Корсакову, число жителей по ревизии: 105 м. п., 99 ж. п. (1838 год)

Как деревня Толжева из 20 дворов она отмечена на карте Ф. Ф. Шуберта 1844 года.

ТЕЛЖЕВА — деревня статского советника Корсакова, по просёлочной дороге, число дворов — 35, число душ — 128 м. п. (1856 год)

ТЕЛЖЕВО — деревня владельческая при колодце, число дворов — 37, число жителей: 141 м. п., 114 ж. п. (1862 год)

Сборник Центрального статистического комитета описывал его так:

ТЕЛЬЖЕВО — село бывшее владельческое при речке Воронежке, дворов — 54, жителей — 279; Церковь православная. (1885 год)

Согласно материалам по статистике народного хозяйства Новоладожского уезда 1891 года имение при селении Телжево принадлежало наследникам жены поручика А. В. Семёновской, имение было приобретено до 1868 года.
Согласно епархиальным сведениям 1899 года деревня называлась Тележево и относилась к приходу Крестовоздвиженской (ранее Воскресенской, Воскресенского Масельгского погоста) церкви в селе Лунгачи.
В конце XIX — начале XX века Телжево административно относилось к Усадище-Масельгской волости 3-го стана Новоладожского уезда Санкт-Петербургской губернии.
По данным «Памятной книжки Санкт-Петербургской губернии» за 1905 год это была деревня, которая называлась Тельжево.

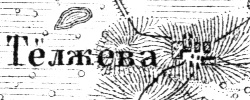
Деревня Телжево на карте 1915 года

Согласно карте Петроградской и Новгородской губерний издания 1915 года деревня называлась Тёлжева, близ деревни протекала река Воронега.
С 1917 по 1923 год деревня входила в состав Телжевского сельсовета Усадище-Масельгской волости Новоладожского уезда.
С 1923 года в составе Колчановской волости Волховского уезда.
С 1927 года в составе Волховского района.
С 1928 года в составе Лунгачского сельсовета. В 1928 году население деревни составляло 331 человек.
По данным 1933 года деревня называлась Пельжево и входила в состав Лунгачского сельсовета Волховского района.

Деревня Телжево на карте 1940 года

С 1946 года в составе Новоладожского района.
С 1954 года в составе Низинского сельсовета.
В 1958 году население деревни составляло 119 человек.
С 1963 года вновь в составе Волховского района.
По данным 1966 года деревня называлась Тельжево и входила в состав Низинского сельсовета.
По данным 1973 года деревня называлась Телжево и также входила в состав Низинского сельсовета.
По данным 1990 года деревня называлась Телжево и входила в состав Селивановского сельсовета.
В 1997 году в деревне Телжево Селивановской волости проживали 2 человека, в 2002 году — также 2 человека (все русские).
В 2007 году в деревне Телжево Селивановского СП — 1 человек.

## География
Деревня расположена в северо-восточной части района на автодороге 41К-405 (Низино — Лунгачи — Телжево).
Расстояние до административного центра поселения — 5 км.
Деревня находится близ железнодорожной платформы 165 км на линии Волховстрой I — Лодейное Поле.
К востоку от деревни протекает река Воронежка.

## Демография
| 1862 | 2007 | 2010 | 2017 |
| ---- | ---- | ---- | ---- |
| 255  | ↘1   | ↗4   | →4   |

### Национальный состав
Согласно данным Всероссийской переписи населения 2021 года в деревне проживали 4 человека, все русские.